# Palazzo Agostino Calvi Saluzzo
Il palazzo Agostino Calvi Saluzzo, o palazzo Donghi, è un edificio storico italiano, sito in via di Canneto il Lungo 21, nel centro storico di Genova. È uno dei Palazzi dei Rolli che furono designati, al tempo della Repubblica di Genova, a ospitare gli ospiti di alto rango durante le visite di stato per conto del governo genovese.
Dal 1945 è sottoposto a vincolo di tutela da parte della soprintendenza.

## Storia e descrizione
L'edificio fu edificato nel XVI secolo, in seguito alla trasformazione di alcuni lotti medievali della famiglia Maruffo. Appartenne ai Saluzzo - con notizie dal 1544 - sino al 1653, quando Gio Bernardo Veneroso ne entrò in possesso per la vendita fallimentare dei beni di Stefano Saluzzo.
Fu residenza di Gerolamo Veneroso e Gian Giacomo Veneroso, entrambi dogi della Repubblica di Genova, rispettivamente nel 1726 e nel 1754.
Intorno al 1840 sotto proprietà dei Raggio, si aggiunse una sopraelevazione che concluse la trasformazione da palazzo nobiliare a palazzo signorile con appartamenti.
L'atrio, parzialmente occupato da botteghe, presenta uno scalone voltato aperto sul cavedio retrostante con portali caposcala in ardesia decorati da busti marmorei. Lungo via di Canneto il Lungo e vico Veneroso sono visibili elementi che ne testimoniano l'origine medievale.

### Interni

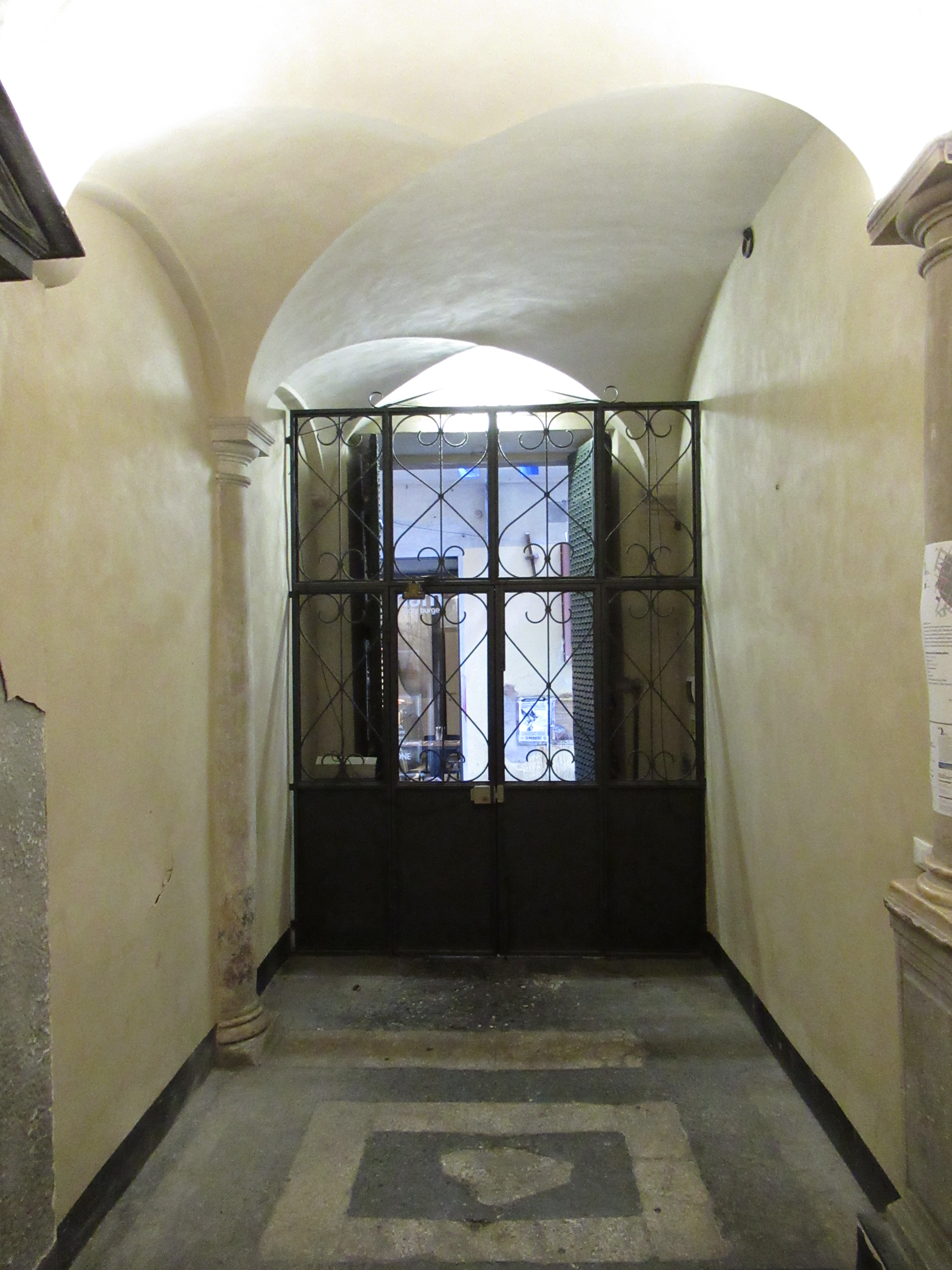
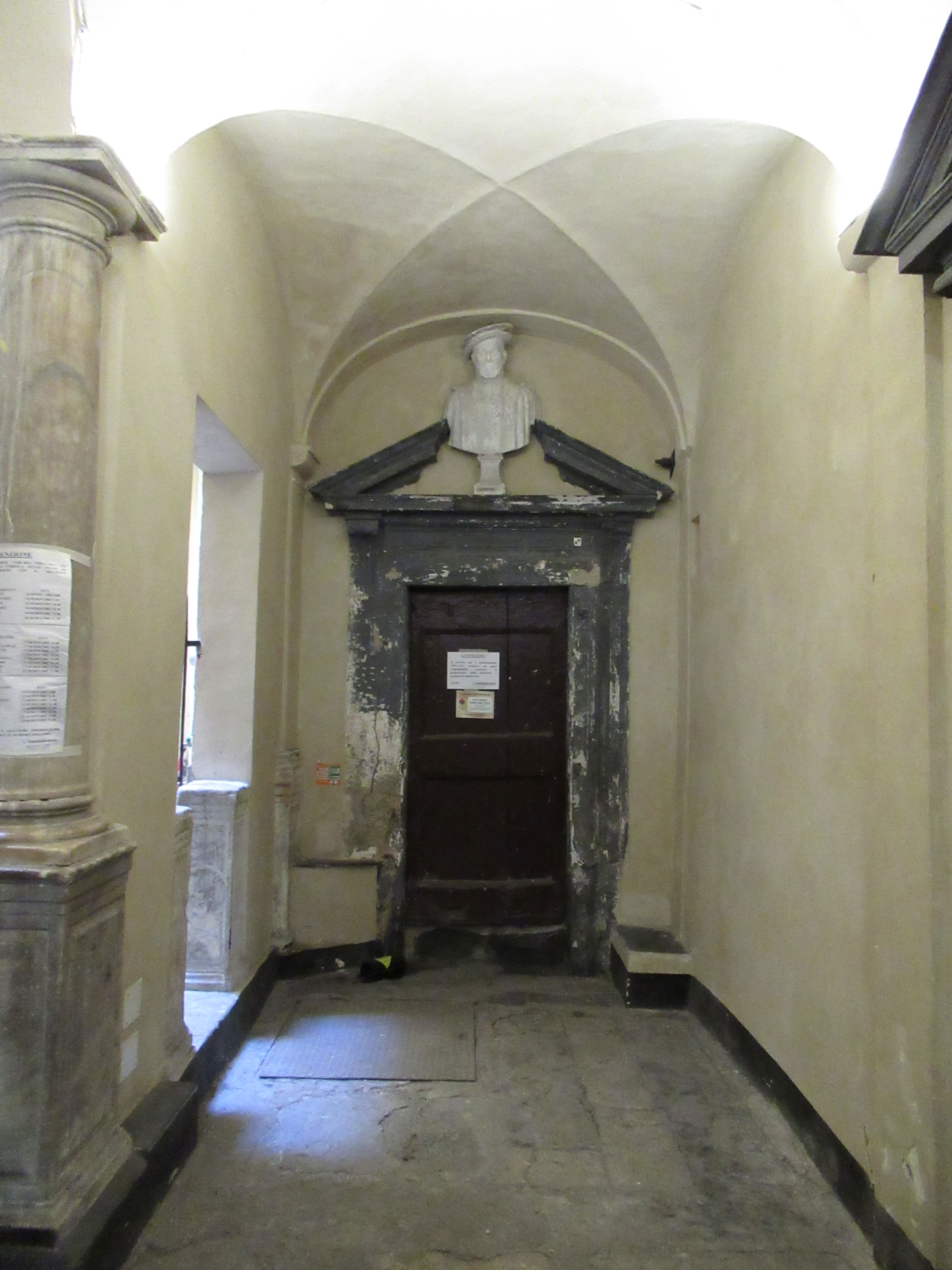
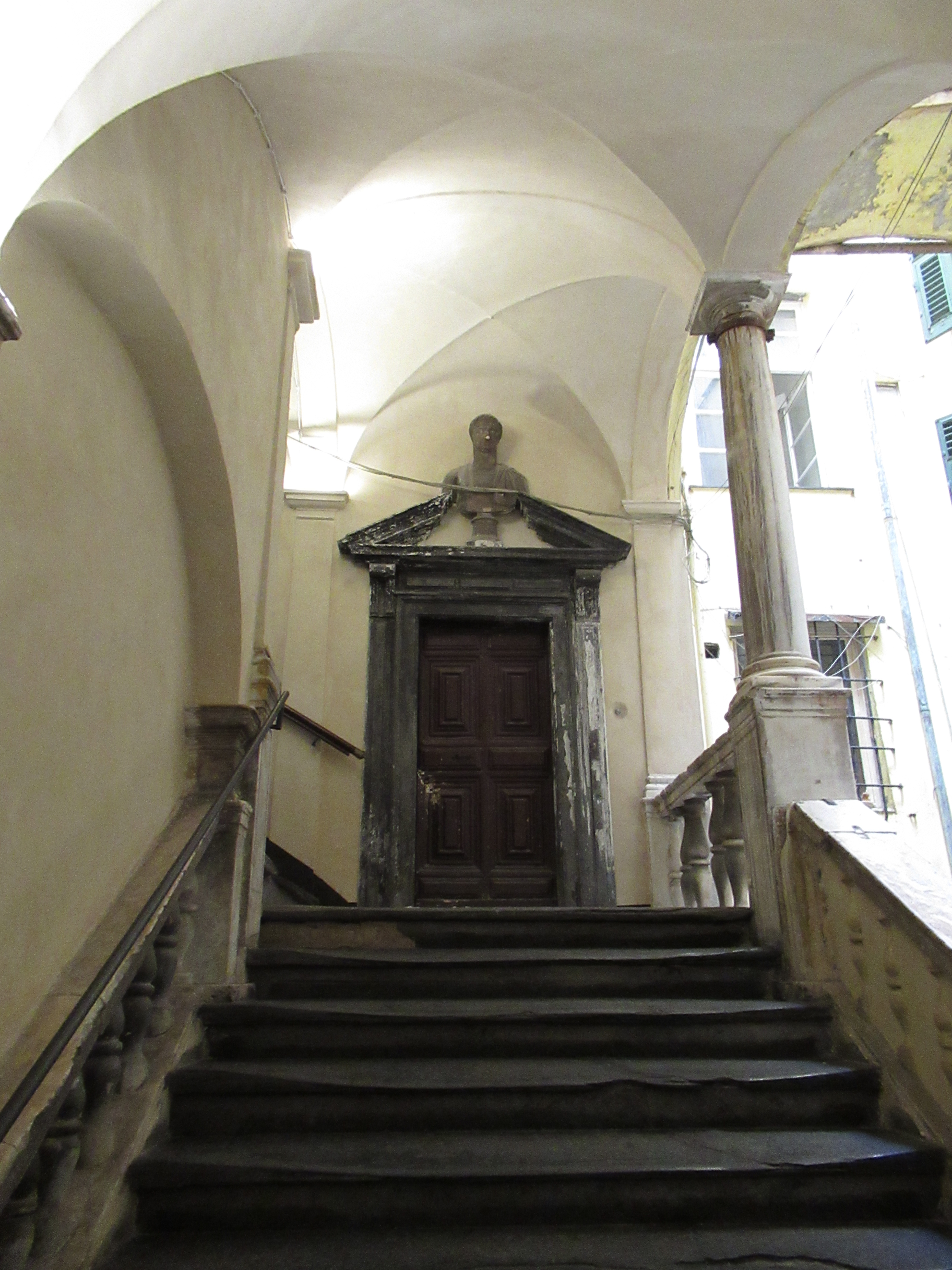
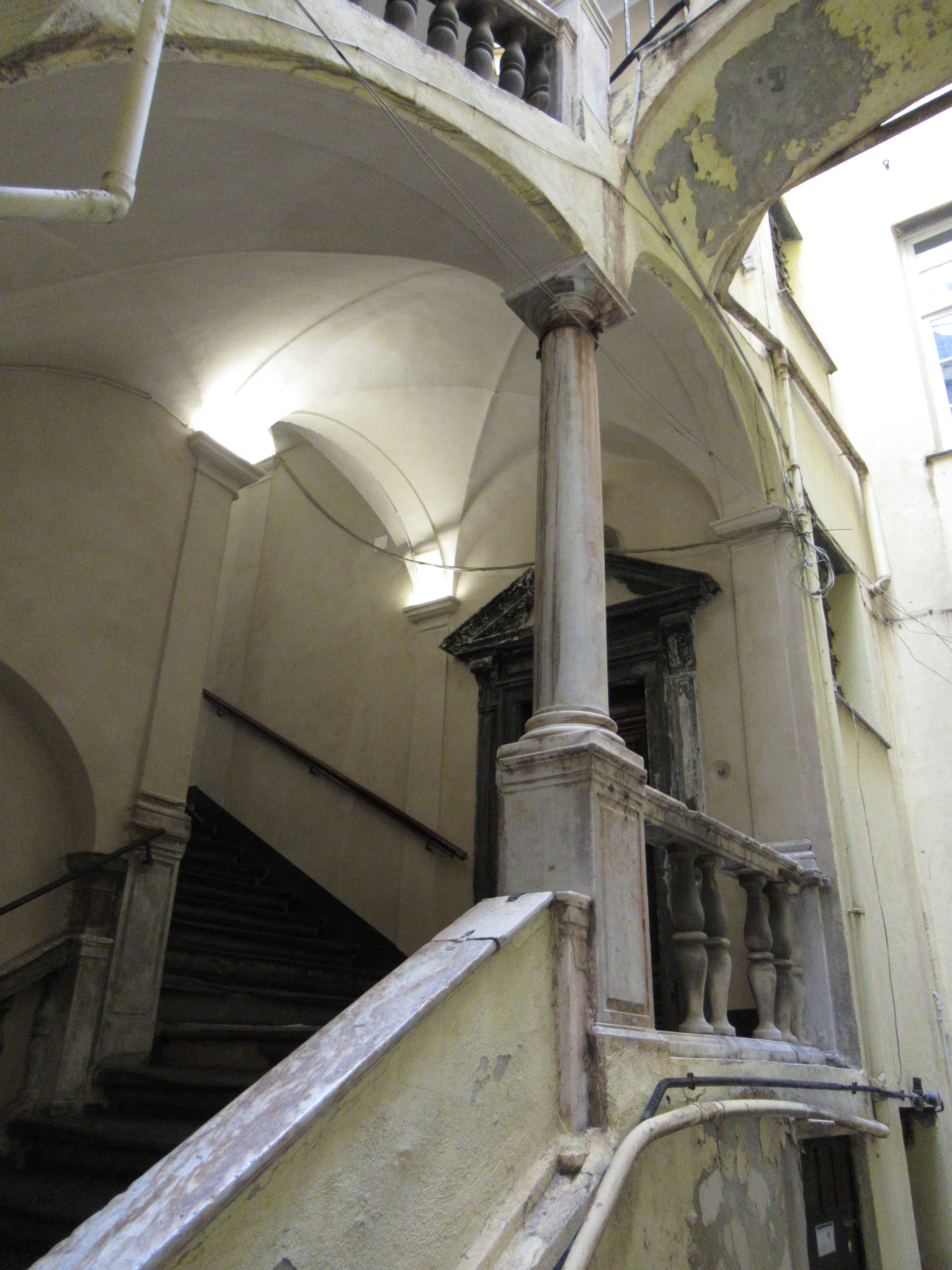
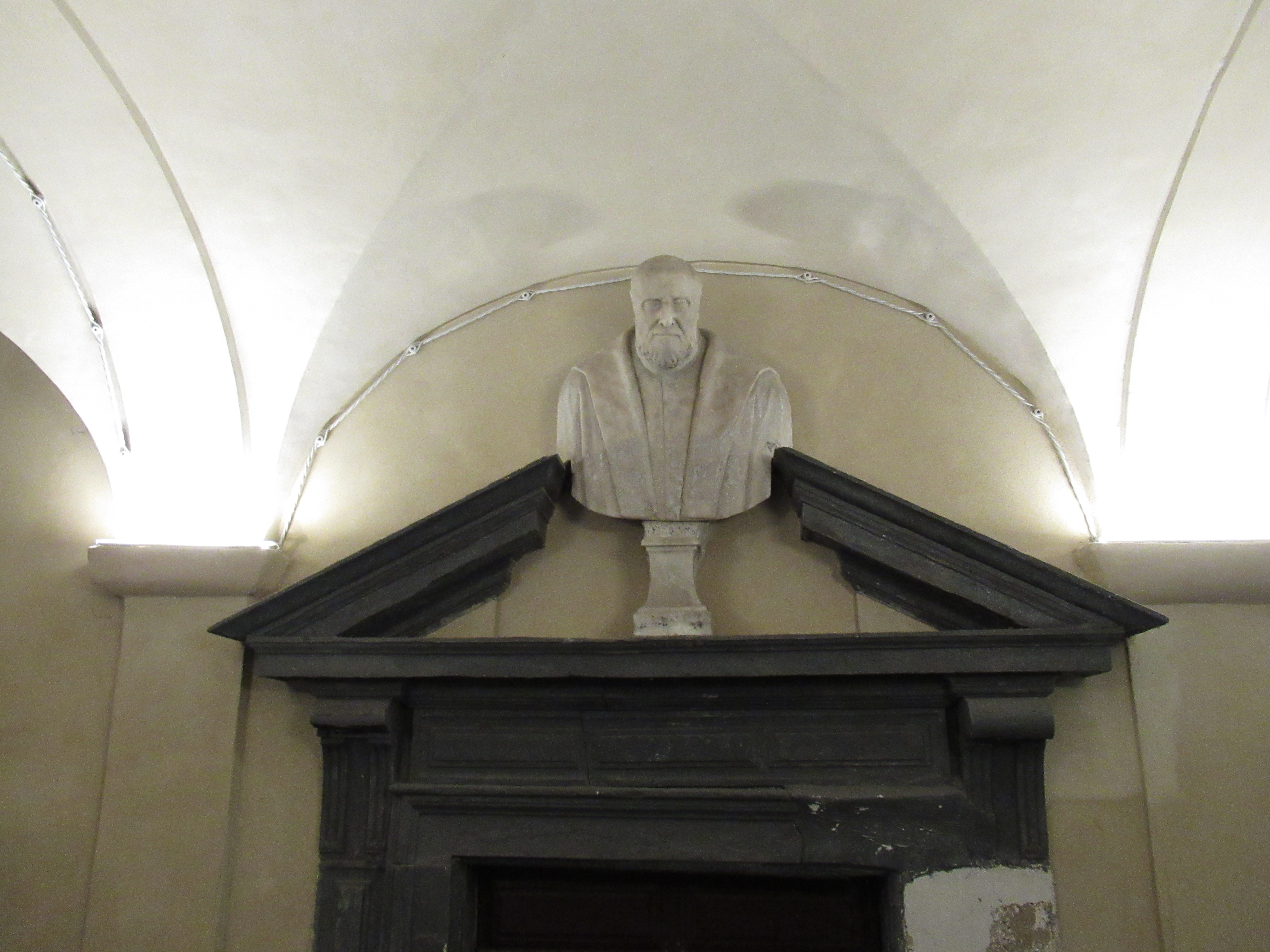